# Антонінув (Опочинський повіт)
Антонінув (пол. Antoninów) — село в Польщі, у гміні Славно Опочинського повіту Лодзинського воєводства.
Населення — 264 особи (2011).
У 1975—1998 роках село належало до Пйотрковського воєводства.

## Демографія
Демографічна структура станом на 31 березня 2011 року:
|          | Загалом | Допрацездатний вік | Працездатний вік | Постпрацездатний вік |
| -------- | ------- | ------------------ | ---------------- | -------------------- |
| Чоловіки | 125     | 34                 | 82               | 9                    |
| Жінки    | 139     | 35                 | 75               | 29                   |
| Разом    | 264     | 69                 | 157              | 38                   |